# John Tate

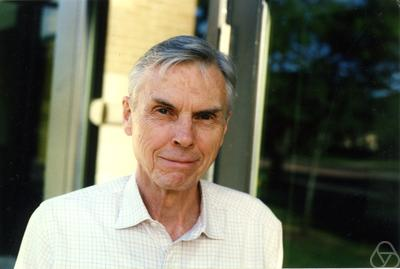
John Tate

John Torrence Tate Jr, (Minneapolis (Minnesota), 13 maart 1925 - 16 oktober 2019) was een Amerikaans wiskundige, die zich door vele fundamentele bijdragen aan de algebraïsche getaltheorie en daaraan verwante gebieden binnen de algebraïsche meetkunde heeft onderscheiden. 
Hij promoveerde in 1950 aan de universiteit van Princeton als leerling van Emil Artin. Van 1954 tot 1990 was hij verbonden aan de Harvard University, daarna was hij tot 2009 werkzaam aan de Universiteit van Texas in Austin.
Het proefschrift van Tate, over de analytische eigenschappen van de klasse van L-functies die werd geïntroduceerd door Erich Hecke, is een van de relatief weinige dissertaties in een dergelijk onderwerp die een begrip zijn geworden. In dit werk werkte hij de op dat moment nieuwe methoden van de Fourieranalyse op groepen van adele-ringen uit om zo via een andere weg de resultaten van Hecke opnieuw te verkrijgen.
Vervolgens werkte Tate met Emil Artin samen aan een nieuwe behandeling van de klassenveldtheorie, die gebaseerd is op de cohomologie van groepen. Hierin introduceerden zij de Tate-cohomologiegroepen. In de volgende decennia breidde Tate het bereik van de Galois-cohomologie verder uit: onder andere in de Poitou-Tate-dualiteit, de Abelse variëteiten, de Tate-Shafarevich-groep en legde hij relaties met de algebraïsche K-theorie.
Hij leverde een aantal individuele, belangrijke bijdragen aan de p-adische theorie: de Lubin-Tate lokaaltheorie van complexe vermenigvuldiging van formele groepen; de rigid analytic space; de "Tate-kromme"-parametrisatie voor bepaalde p-adische elliptische krommen; p-deelbare (Tate-Barsotti) groepen. Veel van zijn resultaten heeft hij niet meteen gepubliceerd. Zij werden later opgeschreven door Jean-Pierre Serre. Tate en Serre hebben samengewerkt aan een belangrijk gepubliceerd artikel over goede reductie van abelse variëteiten.
De vermoedens van Tate zijn het equivalent voor de étale cohomologie van het vermoeden van Hodge. Beide hebben betrekking op de Galois-actie op de l-adische cohomologie van een algebraïsche variëteit, daarmee een ruimte van 'Tate-cycles' (de vaste cycles voor een gepaste Tate-gedraaide actie) identificerend, die conjectureel de algebraïsche cycli uitzoekt. Een speciaal geval van de vermoedens van Tate, die in het algemene geval nog open zijn, speelde een rol bij het bewijs van het vermoeden van Mordell door Gerd Faltings.
Tate heeft door zijn rol als promotor een diepgaande invloed gehad op de ontwikkeling van de getaltheorie. Onder zijn leerlingen zijn Joe Buhler, Benedict Gross, Robert Kottwitz, James Milne, Carl Pomerance, Ken Ribet, Joseph H. Silverman, Jeremy Teitelbaum, Dinesh Thakur en William C. Waterhouse.
In 2002/3 werd hem de Wolfprijs in de wiskunde toegekend.
In 2010 kreeg hij de Abelprijs voor zijn werk aan de getaltheorie.
Dustin Clausen, één van zijn kleinzonen, werd in 2023 professor in de wiskunde aan het Institut des hautes études scientifiques.

## Werken
- (en)  Emil Artin, John Tate, Class field theory, ISBN 978-0-201-51011-9, 1990, Addison-Wesley, Redwood City, Californië